# Pavo (Geòrgia)
Pavo és una població dels Estats Units a l'estat de Geòrgia. Segons el cens del 2000 tenia 711 habitants.

## Demografia
Segons el cens del 2000, Pavo tenia 711 habitants, 301 habitatges, i 191 famílies. La densitat de població era de 156 habitants/km².
Dels 301 habitatges en un 22,9% hi vivien nens de menys de 18 anys, en un 40,2% hi vivien parelles casades, en un 17,9% dones solteres, i en un 36,5% no eren unitats familiars. En el 31,9% dels habitatges hi vivien persones soles el 18,6% de les quals corresponia a persones de 65 anys o més que vivien soles. El nombre mitjà de persones vivint en cada habitatge era de 2,36 i el nombre mitjà de persones que vivien en cada família era de 2,96.
Per edats la població es repartia de la següent manera: un 22,5% tenia menys de 18 anys, un 8,9% entre 18 i 24, un 25,2% entre 25 i 44, un 26,2% de 45 a 60 i un 17,3% 65 anys o més.
L'edat mediana era de 40 anys. Per cada 100 dones de 18 o més anys hi havia 79,5 homes.
La renda mediana per habitatge era de 22.448 $ i la renda mediana per família de 25.938 $. Els homes tenien una renda mediana de 27.000 $ mentre que les dones 18.382 $. La renda per capita de la població era d'11.915 $. Entorn del 18% de les famílies i el 24,6% de la població estaven per davall del llindar de pobresa.

## Poblacions més properes
El següent diagrama mostra les poblacions més properes.